# محمد بن طيفور السجاوندي
محمد بن طيفور الغزنوي السجاوندي، أبو عبد الله، هو من علماء المسلمين في القرن الثاني عشر، ومؤرخاً ومفسراً للقرآن وشاعرًا وخطيبًا. 

## حياته
ولد في بلدة سجاوند في أفغانستان عصر الإمبراطورية الغزنوية في نهاية القرن الحادي عشر، اشتهر بشكل رئيسي بعمله في التجويد وكذلك كتيبات التلاوة القرآنية.
واكتسب ألقاباً شرفية مثل إمام الزمان وشمس الدين وبرهان الدين. شمس العارفين.
حدد السجاوندي في كتابه "كتاب الوقف والابتكار" خمس درجات للتوصية بما إذا كان التوقف بين الجمل المقروءة قد يغير المعنى المفهوم لقسم النص أم لا. وتلخيصًا لهذه الوصايا الخمس، وضع لكل واحدة منها علامة للقارئ يستذكرها عند قراءة كل جملة قرآنية، بما في ذلك العلامة السادسة للمواقف التي يحرم فيها التوقف.

## أعماله
كتاب الوقف والابتداء
غرائب القرآن
علل القرآن أو جامع الوقوف
مقدمة في أجزاء القرآن وأقسامه وأرباعه وأجزاءه
عين المعاني في تفسیر الکتاب العزيز والسبع المثاني

## طالع أيضًا
- أحمد بن محمد السجاوندي (ابنه)